# Ventalló
Ventalló település Spanyolországban, Girona tartományban. Ventalló L'Escala, Torroella de Fluvià, L’Armentera, Viladamat, Garrigoles, Vilopriu, Sant Mori és Sant Miquel de Fluvià községekkel határos. Lakosainak száma 891 fő (2024).

## Népesség
A település népessége az elmúlt években az alábbi módon változott:
| Lakosok száma | 288  | 982  | 836  | 739  | 508  | 669  | 780  | 836  | 859  | 891  |
|               | 1717 | 1887 | 1936 | 1960 | 1986 | 2004 | 2009 | 2014 | 2019 | 2024 |